# Си Джей И Ен Ем
Си Джей И Ен Ем (на английски: CJ ENM) е южнокорейска компания за медии, развлечения и търговия на дребно, създадена през 2018 г.
Компанията е създадена в резултат на сливането на две дъщерни дружества на Си Джей Груп, съответно CJ E&M и CJ O Shopping, през юли 2018 г.

## Телевизионни канали
- Ти Ви Ен
- Mnet
- XtvN
- О Си Ен
- Онстаил
- O'live
- O tvN
- Chunghwa TV
- О Джи Ен
- Туниверс

## Стрийминг
- TVING

## Производствени компании
- Bon Factory Worldwide
- CJ Entertainment
- JS Pictures
- Studio Dragon
  - Culture Depot
  - GT:st
  - Hwa&Dam Pictures
  - KPJ Corporation
- Studio Take One

## Записващо студио
- Stone Music Entertainment

## Събития
- Mnet Asian Music Awards
- Kcon
- Get it Beauty CON
- Olive Market